# 下歯槽神経
下歯槽神経（かしそうしんけい）は三叉神経第三枝である下顎神経の枝の一つ。

## 経路
下顎神経から分かれ、顎舌骨筋と顎二腹筋前腹を支配する運動神経である顎舌骨筋神経が分かれた後、下顎孔から下顎骨に入る。下顎管にいる間に、下顎の歯に知覚枝を出し、下歯神経叢をなすほか、小さな神経を歯や歯肉に向けて分岐させる。
前方、下顎第二小臼歯の部分でオトガイ神経を分岐する。これはオトガイ孔から下顎骨を出、オトガイと下口唇の知覚を担当する。
下歯槽神経はそのまま下顎犬歯、切歯にも分布する。

## 麻酔
下顎孔近くへの麻酔薬の投与は下歯槽神経とそのすぐ近くを走行する舌神経をブロックする。（下顎孔伝達麻酔・下顎孔注射法）これにより下顎の歯、周囲歯肉・骨膜、下口唇、オトガイの皮膚、舌、口腔底粘膜がブロックされる。歯科治療や口腔外科処置において用いられることがある。

## 追加画像

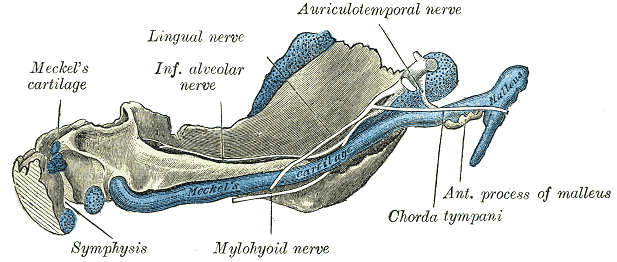
Mandible of human embryo 95 mm. long. Inner aspect. Nuclei of cartilage stippled.
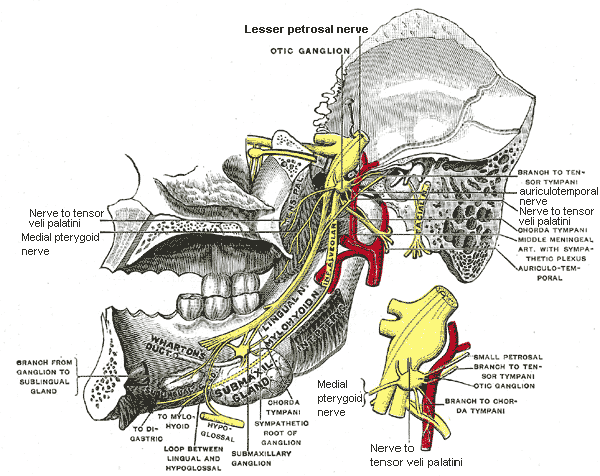
Mandibular division of trifacial nerve, seen from the middle line.